# Формоза-ду-Сул
Формоза-ду-Сул (порт. Formosa do Sul)  —  муниципалитет в Бразилии, входит в штат Санта-Катарина. Составная часть мезорегиона Запад штата Санта-Катарина. Входит в экономико-статистический  микрорегион Шапеко. Население составляет 2536 человек на 2006 год. Занимает площадь 100 км². Плотность населения — 25,4 чел./км².

## История
Город основан 9 января 1992 года.